# Rajd Świdnicki 2016
44. Rajd Świdnicki KRAUSE – 44. edycja Rajdu Świdnickiego. To rajd samochodowy, który był rozgrywany od 15 do 17 kwietnia 2016 roku. Bazą rajdu będzie Świdnica. Będzie to pierwsza runda Castrol Inter Cars Rajdowych Samochodowych Mistrzostw Polski w roku 2016. Organizatorem rajdu będzie Automobilklub Sudecki.

## Zwycięzcy odcinków specjalnych
| Dzień       | Numer odcinka | Nazwa odcinka                     | Długość | Zwycięzca odcinka                | Nr Sam. | Samochód       | Czas    | Lider rajdu                  |
| ----------- | ------------- | --------------------------------- | ------- | -------------------------------- | ------- | -------------- | ------- | ---------------------------- |
| 16 kwietnia | OS1           | Rościszów – Walim 1               | 8,4 km  | Łukasz Habaj Jacek Spentany      | 1       | Ford Fiesta R5 | 4:43.6  | Łukasz Habaj Jacek Spentany  |
| 16 kwietnia | OS2           | Lubachów – Podlesie 1             | 9,3 km  | Grzegorz Grzyb Robert Hundla     | 2       | Ford Fiesta R5 | 5:33.8  | Grzegorz Grzyb Robert Hundla |
| 16 kwietnia | OS3           | Świerki – Włodowice 1             | 8,2 km  | Łukasz Habaj Jacek Spentany      | 1       | Ford Fiesta R5 | 4:30.0  | Grzegorz Grzyb Robert Hundla |
| 16 kwietnia | OS4           | Rościszów – Walim 2               | 8,4 km  | Łukasz Habaj Jacek Spentany      | 1       | Ford Fiesta R5 | 5:00.7  | Łukasz Habaj Jacek Spentany  |
| 16 kwietnia | OS5           | Lubachów – Podlesie 2             | 9,3 km  | Grzegorz Grzyb Robert Hundla     | 2       | Ford Fiesta R5 | 5:47.1  | Grzegorz Grzyb Robert Hundla |
| 16 kwietnia | OS6           | Świerki – Włodowice 2             | 8,2 km  | Łukasz Habaj Jacek Spentany      | 1       | Ford Fiesta R5 | 4:34.8  | Grzegorz Grzyb Robert Hundla |
| 16 kwietnia | OS7           | Rościszów – Walim 3               | 8,4 km  | Grzegorz Grzyb Robert Hundla     | 2       | Ford Fiesta R5 | 5:00.4  | Grzegorz Grzyb Robert Hundla |
| 16 kwietnia | OS7           | Rościszów – Walim 3               | 8,4 km  | Łukasz Habaj Jacek Spentany      | 1       | Ford Fiesta R5 | 5:00.4  | Grzegorz Grzyb Robert Hundla |
| 17 kwietnia | OS8           | Walim – Kamionki 1                | 21,4 km | Łukasz Habaj Jacek Spentany      | 1       | Ford Fiesta R5 | 11:55.5 | Grzegorz Grzyb Robert Hundla |
| 17 kwietnia | OS9           | Jodłownik – Srebrna 1             | 15,0 km | Grzegorz Grzyb Robert Hundla     | 2       | Ford Fiesta R5 | 7:44.0  | Grzegorz Grzyb Robert Hundla |
| 17 kwietnia | OS10          | Walim – Kamionki 2                | 21,4 km | Jakub Brzeziński Bartłomiej Boba | 3       | Ford Fiesta R5 | 11:35.7 | Grzegorz Grzyb Robert Hundla |
| 17 kwietnia | OS11          | Jodłownik – Srebrna 2             | 15,0 km | Grzegorz Grzyb Robert Hundla     | 2       | Ford Fiesta R5 | 7:44.0  | Grzegorz Grzyb Robert Hundla |
| 17 kwietnia | OS12          | Świdnica - Świdnica (Power Stage) | 3,0 km  | Grzegorz Grzyb Robert Hundla     | 2       | Ford Fiesta R5 | 2:26.4  | Grzegorz Grzyb Robert Hundla |

### Power Stage - OS12
| Miejsce | Kierowca         | Pilot              | Czas   | Strata | Punkty |
| ------- | ---------------- | ------------------ | ------ | ------ | ------ |
| 1       | Grzegorz Grzyb   | Robert Hundla      | 2:26.4 | -      | 3      |
| 2       | Jakub Brzeziński | Bartłomiej Boba    | 2:27.3 | +0.9   | 2      |
| 3       | Maciej Rzeźnik   | Bogusław Browiński | 2:29.0 | +2.6   | 1      |

## Wyniki końcowe rajdu
| Miejsce | Kierowca          | Pilot              | Samochód              | Czas       | Strata  | Grupa Klasa | Punkty |
| ------- | ----------------- | ------------------ | --------------------- | ---------- | ------- | ----------- | ------ |
| 1       | Grzegorz Grzyb    | Robert Hundla      | Ford Fiesta R5        | 1:16:57.1  | -       | 2           | 25+3   |
| 2       | Jakub Brzeziński  | Bartłomiej Boba    | Ford Fiesta R5        | 1:17:21.1  | +24.0   | 2           | 18+2   |
| 3       | Jarosław Kołtun   | Ireneusz Pleskot   | Ford Fiesta R5        | 1:19:19.8  | +2:22.7 | 2           | 15     |
| 4       | Maciej Rzeźnik    | Bogusław Browiński | Ford Fiesta R5 Proto  | 1:20:50.9  | +3:53.8 | Open N      | 12+1   |
| 5       | Dariusz Poloński  | Grzegorz Dobosz    | Peugeot 208 VTi R2    | 1:23:40.5  | +6:43.4 | 4           | 10     |
| 6       | Zbigniew Gabryś   | Artur Natkaniec    | Peugeot 208 VTi R2    | 1:23:45.0  | +6:47.9 | 4           | 8      |
| 7       | Artur Banasiewicz | Paweł Drahan       | Subaru Impreza STi R4 | 1:25:01.9  | +8:04.8 | Open N      | 6      |
| 8       | Jacek Jurecki     | Michał Trela       | Citroen C2 R2 Max     | 1:25:47.8  | +8:50.7 | 4           | 4      |
| 9       | Damian Łata       | Michał Grudziński  | Ford Fiesta Proto     | 1:26:06.40 | +9:09.3 | Open N      | 2      |
| 10      | Grzegorz Dul      | Przemysław Zawada  | Peugeot 208 VTi R2    | 1:26:15.40 | +9:18.3 | 4           | 1      |